# Patrick Remon Gammelholm
Patrick Remon Gammelholm (tidligere Patrick Remon Andersen) er en dansk fodbolddommer, der siden 2018 har dømt kampe i den danske 1. division.